# Lee Redmond
Lee Redmond   (Salt Lake City, 2 de febrer de 1941 - Utah, 14 de desembre de 2023) va ser una dona estatunidenca que va batre el Guinness World Records en portar les ungles més llargues del món. En concret, l'ungla més llarga va ser la del polze dret, que en total li va arribar mesurar 90 cm.

## Record Guinness
Redmond va deixar de tallar-se les ungles a finals de 1978 i principis de 1979, i encara que no tenia planejat tallar-se-les fins 22 de novembre de 2006, més endavant va optar per mantenir les seves ungles sense tallar. En els últims anys va fer aparicions a CBS News. Una de les seves últimes aparicions va ser en una recaptació de fons per al departament de bombers de Salt Lake City, on es va informar de les seves ungles tenien una mitjana de 86-89 centímetres (34 i 35 polzades) de longitud.
Durant el temps en què va tenir les ungles llargues va gaudir d'activitats com ara anar en bicicleta amb la seva germana menor Sierra, que portava les ungles normals. Va afirmar que, si bé tenia problemes amb algunes activitats com posar-se un abric, va aconseguir fer vida quotidiana sense gaire dificultat. A Guinness TV va aparèixer conduint un cotxe, passant l'aspiradora, rentant els plats, i tallant el cabell als seus nets.
El 10 de febrer de 2009 es va trencar el rècord de les seves ungles quan va patir un accident de cotxe en un xoc en cadena a Holladay (Utah). Les seves ferides van ser greus però no pas mortals. En la història publicada a Huffington Post el 3 de setembre de 2009, va declarar que havia perdut les ungles al febrer, que ara li molt més fàcil de fer les coses i les seves mans semblaven volar sense el pes de les ungles. Amb 68 anys ja no li creixeran les ungles. Tanmateix, les seves ungles feien 10 centímetres de llarg.

## Filmografia

### Televisió
| Any  | Títol                       | Rol          | Notes     |
| ---- | --------------------------- | ------------ | --------- |
| 2001 | Ripley's Believe It or Not! | Ella mateixa | Convidada |
|      | The Ellen DeGeneres Show    | Ella mateixa | Convidada |
| 2007 | CBS News                    | Ella mateixa | Convidada |